# Nordby, Fanø
Nordby är en tätort på Fanø i Region Syddanmark i Danmark. Tätorten har 2 689 invånare (2024). Den är centralort i Fanø kommun och ligger cirka 4 kilometer sydväst om Esbjerg.
Tidigare var Sønderho den största orten på Fanø, men närheten till Esbjerg via färja (12 minuter) har bidragit till att Nordby numera är störst.

## Bildgalleri

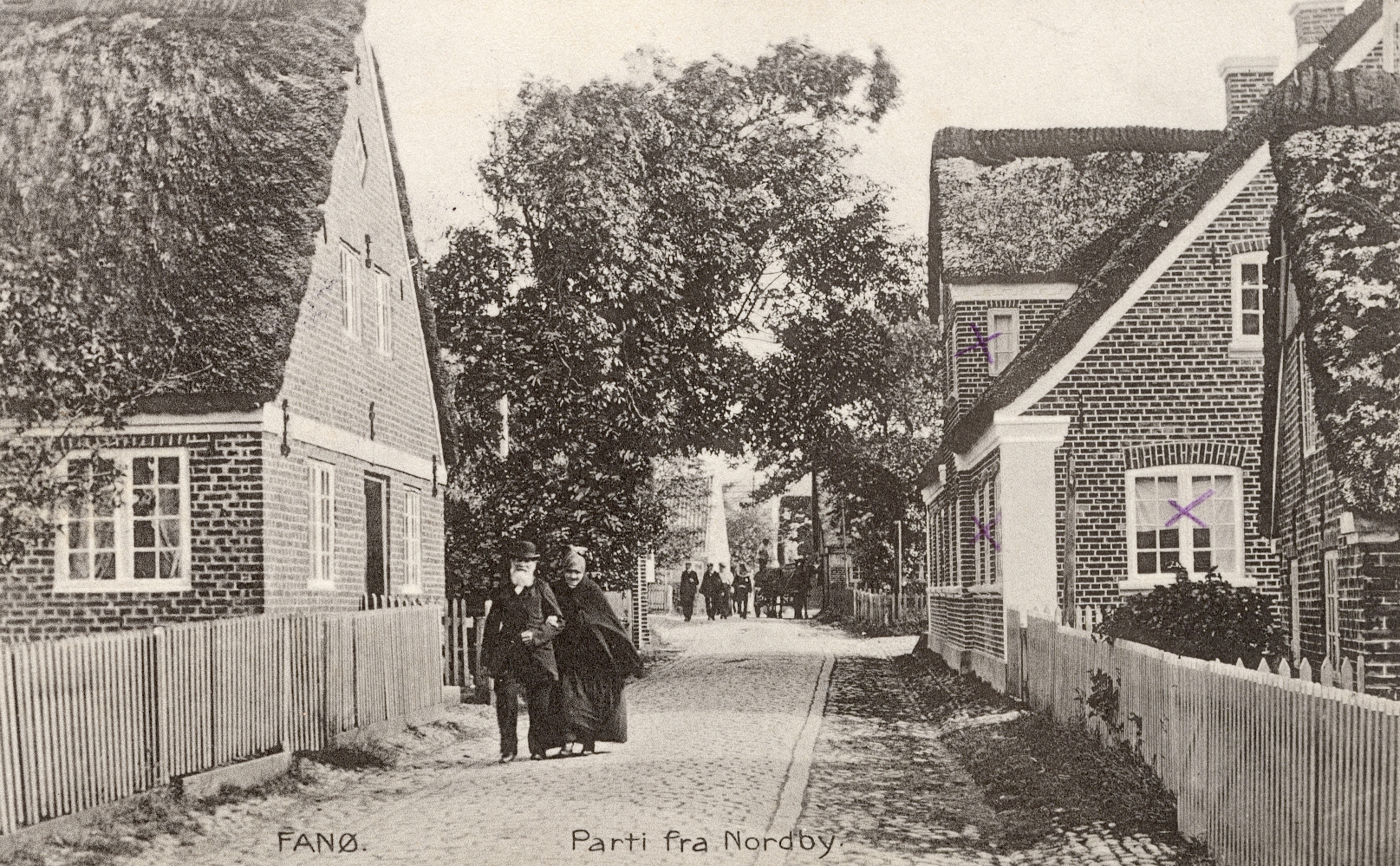
Gatubild 1905
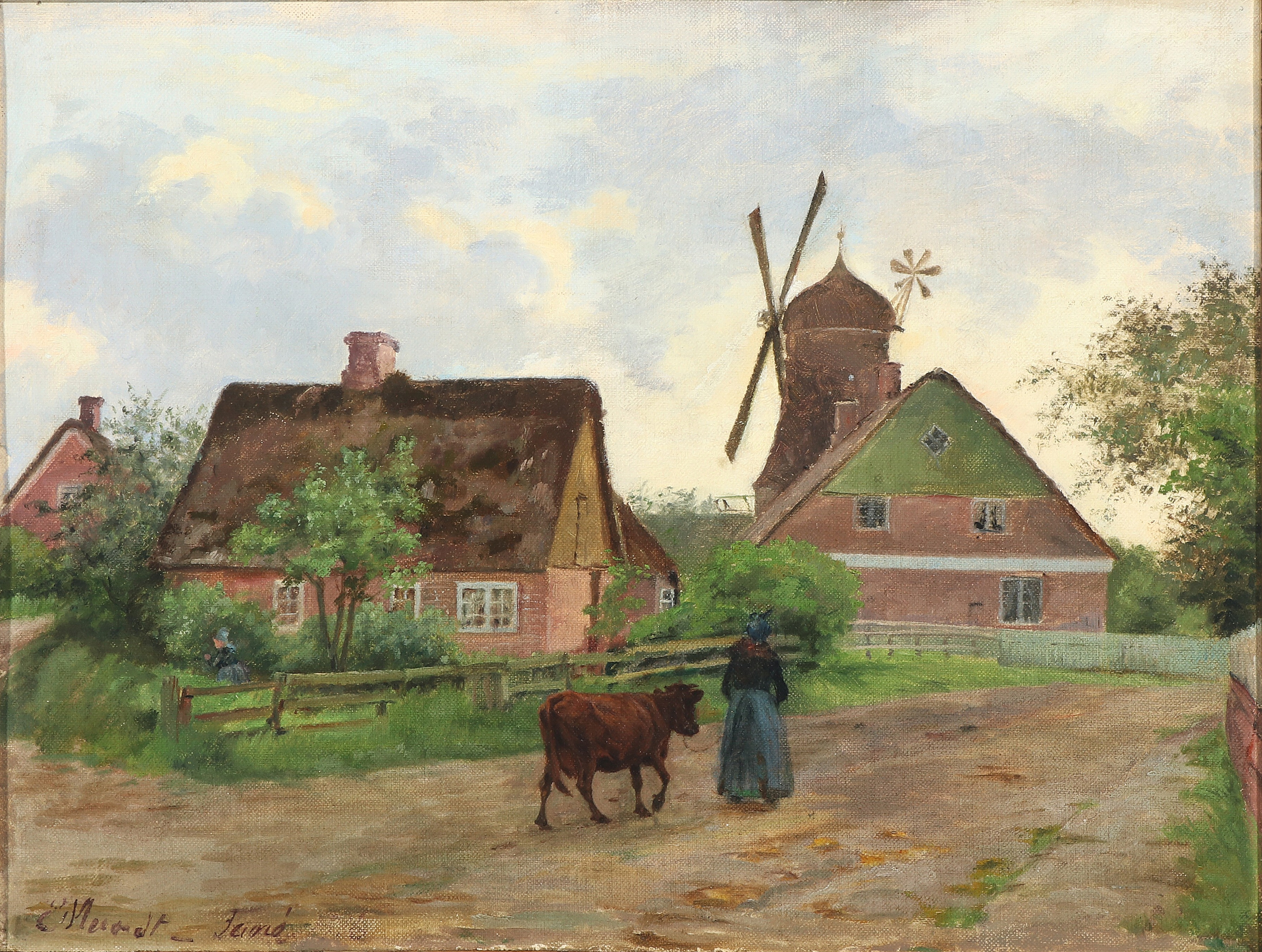
Niels Engrsvej i Norrby, av Emelie Mundt
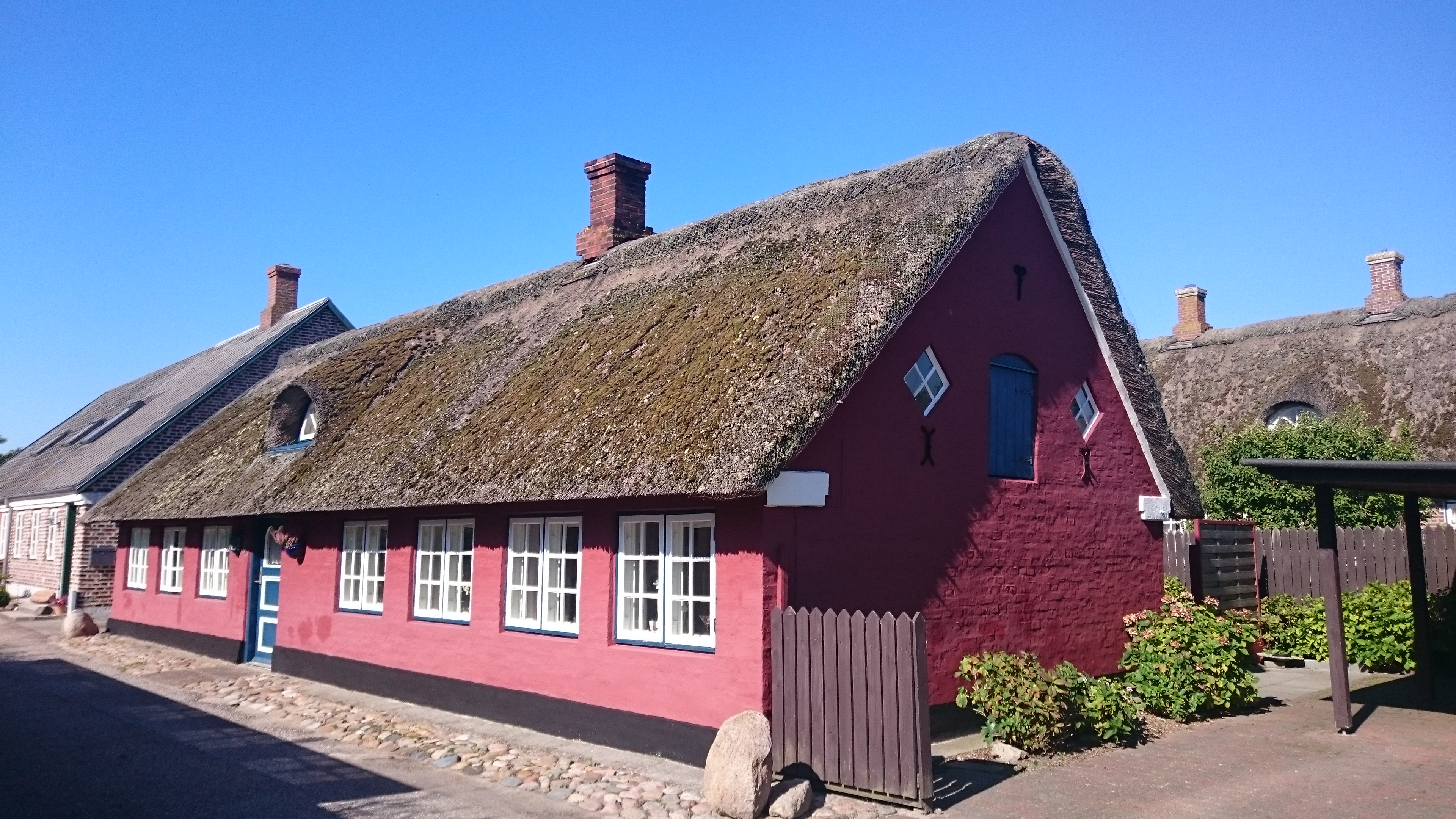
Byggnadminnet Martin Christensens Vej 1
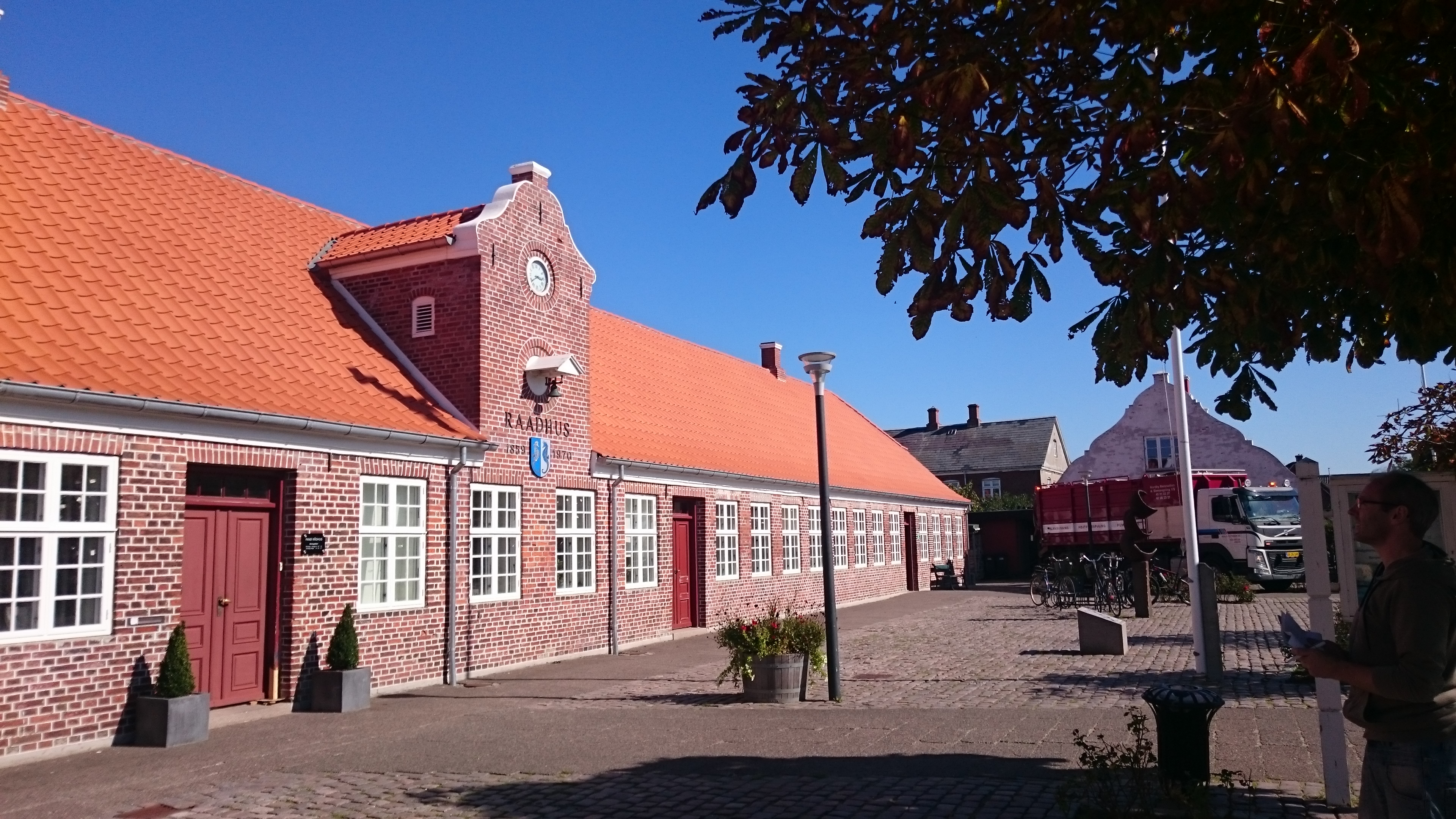
Fanø rådhus, Skolevej 5
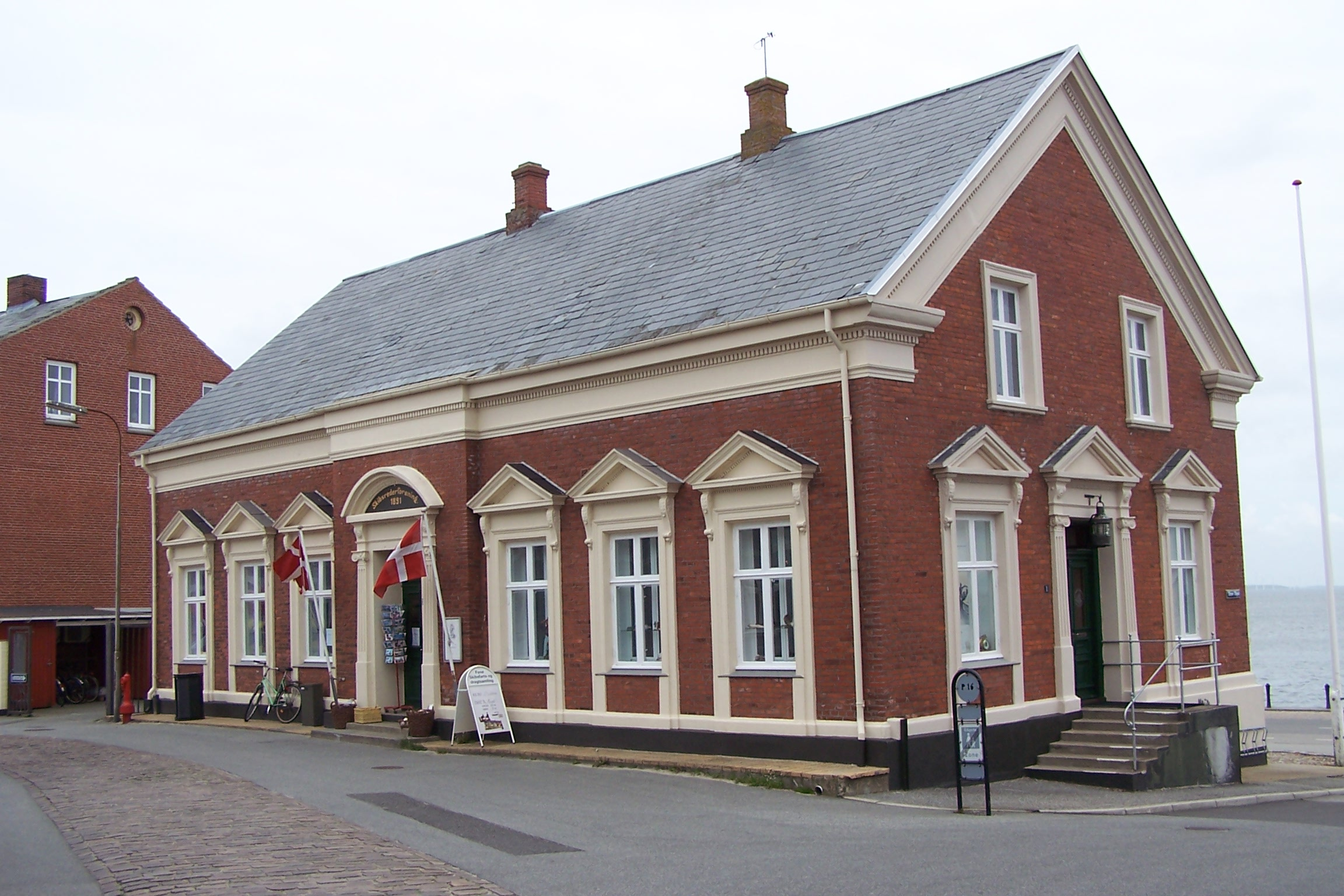
Sjöfartsmuseet